# Dirk Schuster
Dirk Schuster (Karl-Marx-Stadt, Német Demokratikus Köztársaság, 1967. december 29. –) német labdarúgóhátvéd, edző.

## Pályafutása

### Klubcsapatokban
Fiatalként a Német Demokratikus Köztársaságban élt, az egyik első keleti labdarúgó volt, aki Nyugatra, Braunschweigbe költözött, az Eintracht Braunschweig játékosa lett. 1991-ben a Karlsruher SC-hez igazolt, ahol középső védő volt. 1997-ben az 1. FC Köln csapatához került, a következő éveket ausztriai és törökországi csapatoknál töltötte. 2000-ben a Bundesliga 2-be feljutott Rot Weiss Ahlenben játszott.

### A válogatottban
Négyszer játszott az NDK válogatottjában, 1990 márciusában debütált az Egyesült Államok ellen Kelet-Berlinben. Később háromszor volt tagja a német labdarúgó-válogatottnak.